# Eichen-Zangenbock

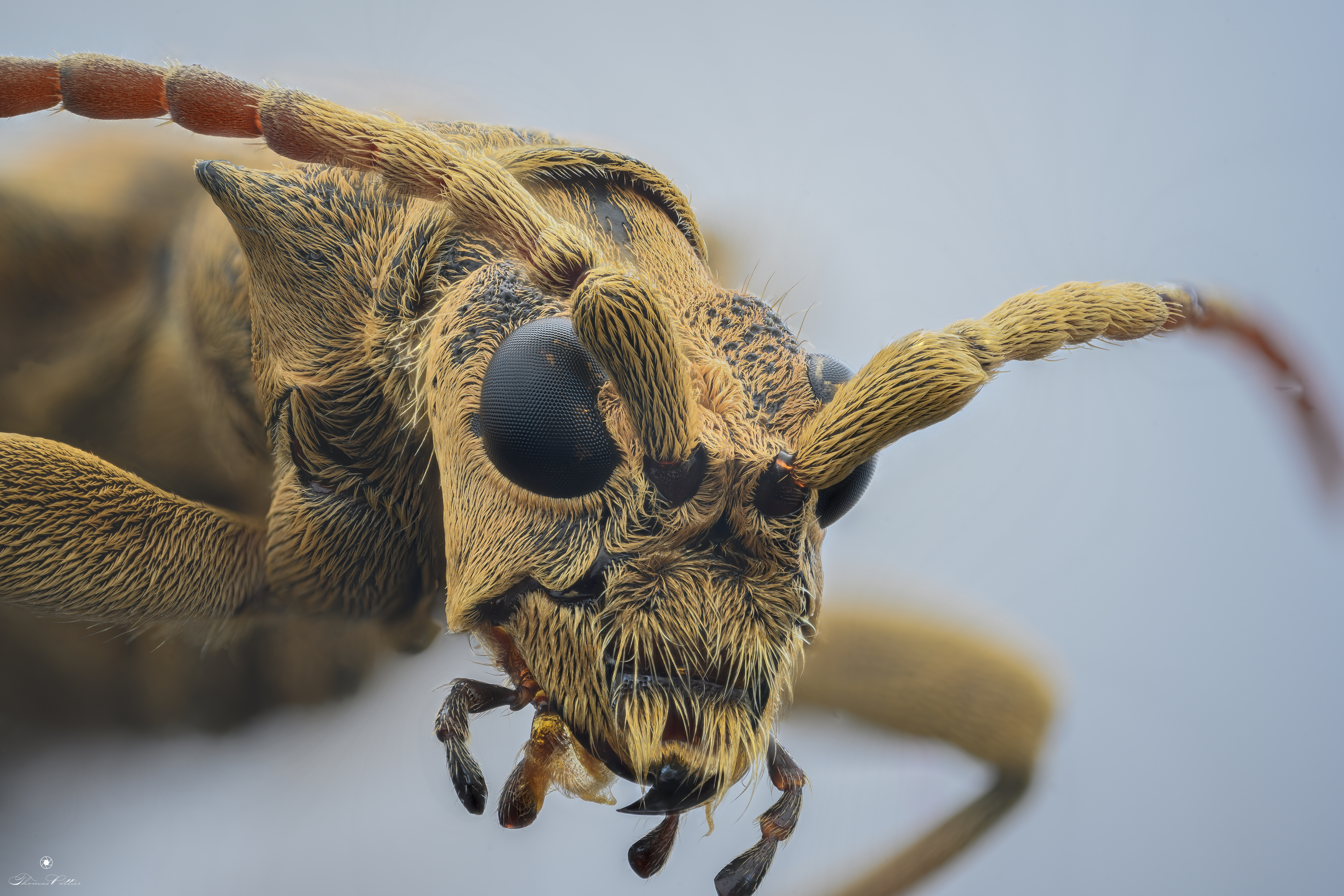
Eichen-Zangenbock (Rhagium sycophanta), Kopf mit spitzem Dorn am Halsschild

Der Eichen-Zangenbock (Rhagium sycophanta) ist ein Käfer  aus der Familie der Bockkäfer (Cerambycidae). Er wird auch als Großer Laubholz-Zangenbock oder Großer Zangenbock bezeichnet.

## Merkmale
Der Käfer ist 17 bis 30 Millimeter lang und damit der größte der 4 mitteleuropäischen Rhagium-Arten. Den Namen haben sie von ihren kräftig ausgebildeten Mandibeln. Für Bockkäfer sind die Fühler relativ kurz, auch beim Männchen überragen sie die Basis der Flügeldecken nur wenig. Die Deckflügel haben deutlich erkennbare Längsrippen. Der Farbeindruck entsteht durch Zusammenwirken der dichten fleckig verteilten Behaarung und der darunter nur teilweise erkennbaren Farbe der Elytren. Die Farbe der Behaarung ist gelbbraun, die Flügeldecken darunter sind von einem fast schwarzen Braun, in zwei parallelen schräg nach hinten zur Flügeldeckennaht hin verlaufenden Binden aber gelbbraun bis kupferfarben, was jedoch durch die etwa gleichfarbige Behaarung erst bei genauer Betrachtung auffällt. 
An den Seiten des Halsschildes sitzt je ein spitzer Dorn. Zwischen Schulter und Halsschild befindet sich eine auffällige Beule. Auffallend ist auch der große Abschnitt zwischen dem Hinterrand der Augen und der Abschnürung des Halses, die bei den Weibchen backenartig erweiterten Schläfen. Eine ähnliche Art ist der Schwarzfleckige Zangenbock, der sich aber vom Eichen-Zangenbock durch einen schwarzen kahlen Fleck hinter der ersten Querbinde und die Ausbildung des Hinterrandes des Halsschildes unterscheidet.

## Vorkommen

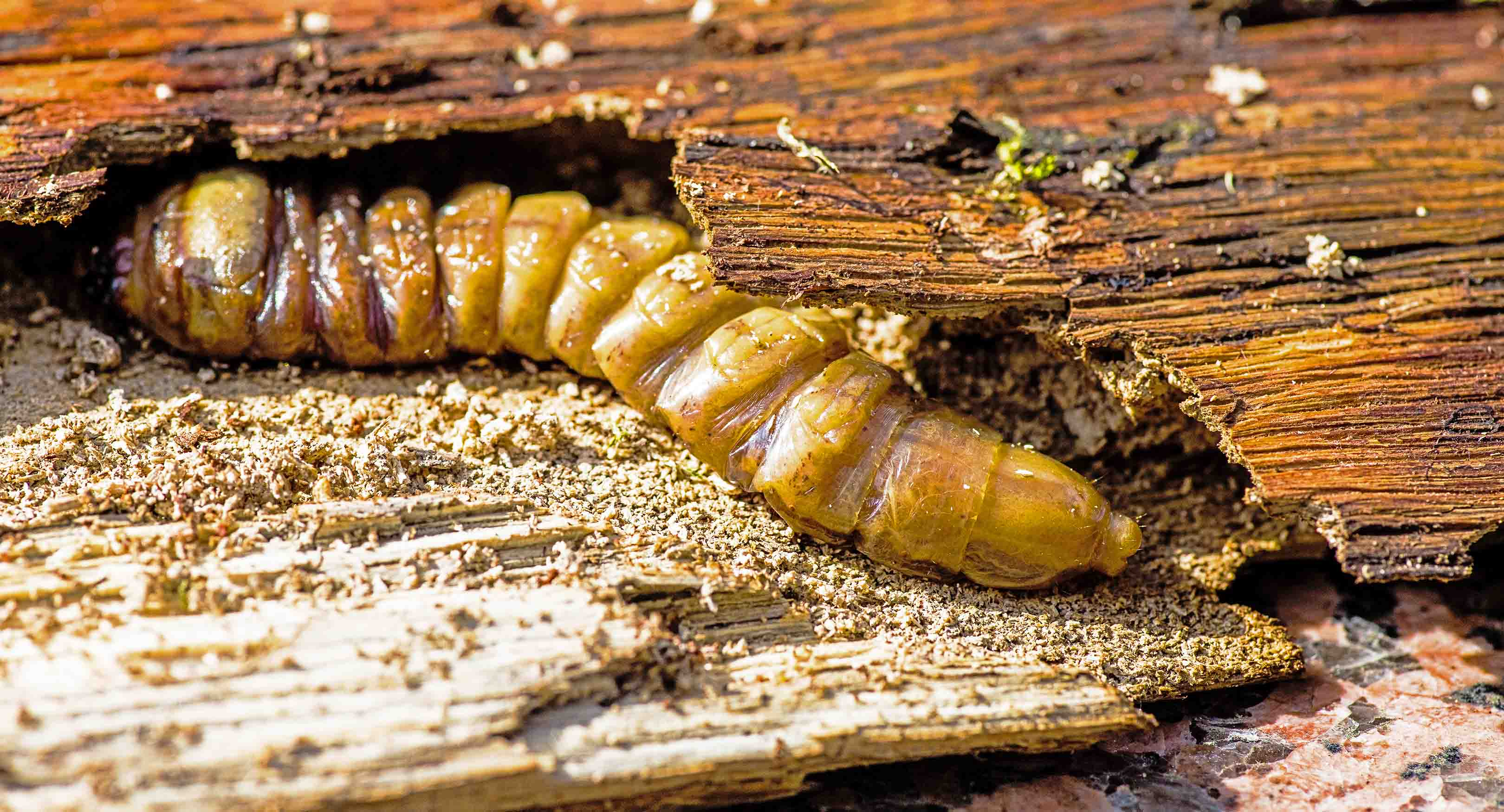
Larve in Eichenrinde

Der Käfer ist von Mai bis Juli in Laub- und Mischwäldern mit Eichen zu finden, meist an ihren Brutbäumen, hauptsächlich Eichen, aber auch auf Doldenblütlern und blühenden Sträuchern, besonders Weißdorne, in der Umgebung der Brutbäume. Die Art zeigt eine paläarktische Verbreitung in Mittel- und Südeuropa, Kleinasien, Kaukasus und Sibirien, In recht seltenen Fällen kommt er auch noch bis nach Südschweden vor. In Mitteleuropa erscheint er in der Ebene und in niedrigen Gebirgslagen. Das früher als häufig gemeldete Tier ist heute eher selten.

## Lebensweise
Die Larven fressen breite flache Gänge unter der Rinde von Eichenstümpfen, gefällten Stämmen oder beschädigten Eichen. Vor der Verpuppung bildet sie aus grobem Genagsel eine Puppenwiege. Diese sind noch Jahre später erkennbar.

## Ernährung
Die Käfer ernähren sich von Blüten, die Larven von Eichenholz.  